# Alstroemeria bahiensis
Alstroemeria bahiensis är en alströmeriaväxtart som beskrevs av Pierfelice Ravenna. Alstroemeria bahiensis ingår i släktet alströmerior, och familjen alströmeriaväxter. Inga underarter finns listade i Catalogue of Life.